# Грызлово (Московская область)
Грызлово — деревня в Ступинском районе Московской области в составе Семёновского сельского поселения (до 2006 года входила в Хатунский сельский округ). На 2016 год в Грызлово 2 улицы, 1 проезд и 2 садовых товарищества. Впервые в исторических документах селение упоминается в 1709 году.

## Население
| 2002 | 2006 | 2010 |
| ---- | ---- | ---- |
| 93   | ↘17  | ↗34  |

Грызлово расположено в западной части района, на левом берегу реки Лопасня, у впадения притока Апочинка, высота центра деревни над уровнем моря — 147 м. Ближайшие населённые пункты: Бекетово — примерно в 0,5 км на север, Хатунь — в 0,5 км на юг, Прудно — около 0,9 км на юго-запад.